# Frankliniella terminalis
Frankliniella terminalis är en insektsart som beskrevs av Dudley Moulton 1948. Frankliniella terminalis ingår i släktet Frankliniella och familjen smaltripsar. Inga underarter finns listade i Catalogue of Life.